# Okręg Moulins
Okręg Moulins (fr. Arrondissement de Moulins) – okręg w środkowej Francji. Populacja wynosi 106 tysięcy.

## Podział administracyjny
W skład okręgu wchodzą następujące kantony:
- Bourbon-l'Archambault,
- Chantelle,
- Chevagnes,
- Dompierre-sur-Besbre,
- Lurcy-Lévis,
- Montet,
- Moulins-Ouest,
- Moulins-Sud,
- Neuilly-le-Réal,
- Saint-Pourçain-sur-Sioule,
- Souvigny,
- Yzeure.